# Fernandezina
Fernandezina (лат.) — род пауков из семейства Palpimanidae. Обитают в Южной Америке. Известно около 20 видов, главным образом из Бразилии, а также из Аргентины, Боливии, Перу и Гайаны.

## Описание
Мелкие пауки (2 — 3 мм). Самцы этого рода легко узнаваемы по расширенному кзади абдоминальному скутуму, а оба пола отличаются от других Otiothopinae наличием нерасширенной бедра I.
Карапакс (спинной щит головогруди) сильно склеротизирован. Хорошо развита только передняя пара паутинных бородавок, средняя и задняя пары редуцированы.

## Классификация
Известно около 20 видов
- Fernandezina acuta Platnick, 1975 — Бразилия[5]
- Fernandezina andersoni Cala-Riquelme & Agnarsson, 2018 — Колумбия[6]
- Fernandezina dasilvai Platnick, Grismado & Ramírez, 1999 — Бразилия[7]
- Fernandezina divisa Platnick, 1975 — Бразилия[5]
- Fernandezina eduardoi Cala-Riquelme, Quijano-Cuervo & Sabogal-Gonzáles, 2018 — Колумбия[6]
- Fernandezina fernandoi Carvalho et al., 2024 — Бразилия[8]
- Fernandezina grismadoi Martínez & Gutierrez, 2021 — Колумбия[9]
- Fernandezina ilheus Platnick, Grismado & Ramírez, 1999 — Бразилия[7]
- Fernandezina jurubatiba Castro, Baptista, Grismado & Ramírez, 2015 — Бразилия[10]
- Fernandezina maldonado Platnick, Grismado & Ramírez, 1999 — Перу[7]
- Fernandezina nica Ott & Ott, 2014 — Бразилия[11]
- Fernandezina pelta Platnick, 1975 — Бразилия[5]
- Fernandezina pulchra Birabén, 1951 (type) — Аргентина, Боливия, Бразилия
- Fernandezina saira Buckup & Ott, 2004 — Бразилия[12]
- Fernandezina takutu Grismado, 2002 — Гайана[13]
- Fernandezina tijuca Ramírez & Grismado, 1996 — Бразилия[14]